# Заполицы (Владимирская область)
Заполицы — село в Суздальском районе Владимирской области России, входит в состав Павловского сельского поселения.

## География
Село расположено на правом берегу реки Нерль (приток Клязьмы) в 10 км на восток от центра поселения села Павловское и в 17 км на юго-восток от райцентра города Суздаль.

## История

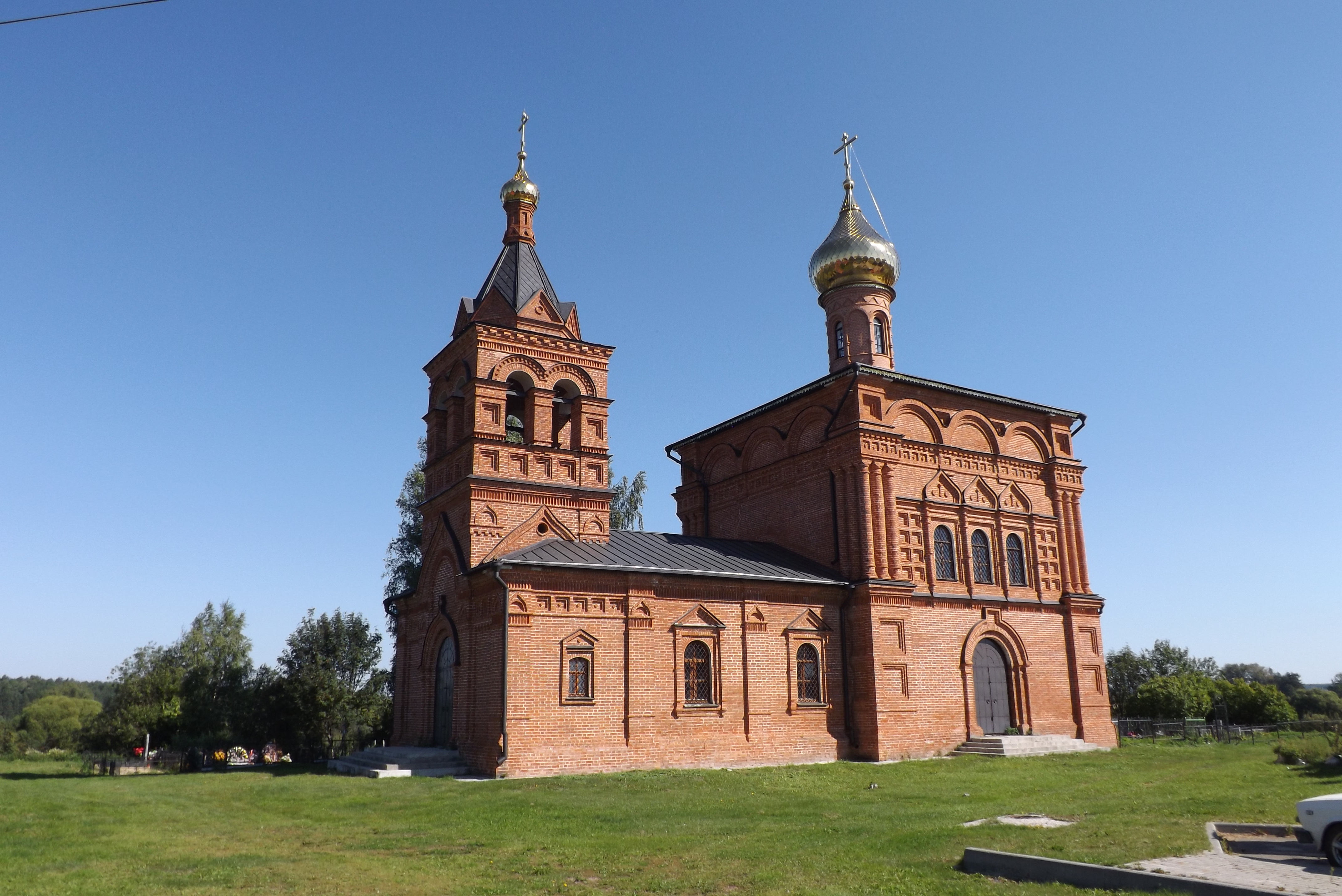
Церковь Казанской иконы Божией Матери. 2015

Церковь в Заполицах была деревянная, с одним престолом в честь святого великомученика Феодора Тирона; построена в 1770 году усердием прихожан. Колокольня деревянная. В 1845 году с разрешения епархиального начальства церковь покрыта железом, а колокольня подрублена и вычинена вновь. Позже построен новый каменный храм в честь Казанской иконы Божией Матери.
В конце XIX — начале XX века село входило в состав Городищевской волости Суздальского уезда.
С 1929 года село входило в состав Мордышевского сельсовета Суздальского района, с 1965 года — в составе Порецкого сельсовета.

## Население
| 1859 | 1897 | 1905 | 1926 | 2002 | 2010 | 2021 |
| ---- | ---- | ---- | ---- | ---- | ---- | ---- |
| 455  | ↗539 | ↗621 | ↗677 | ↘18  | ↗21  | ↗55  |

## Достопримечательности
В селе находится действующая церковь Казанской иконы Божией Матери (1893—1894).

## Известные жители
- Батурин, Павел Степанович (1889—1919) — большевик, комиссар 25-й Чапаевской стрелковой дивизии.
- Павлов, Ефим Митрофанович (1915—1985) — морской пехотинец, участник «десанта Ольшанского», Герой Советского Союза.
- Ляшков, Евгений Сергеевич (1934—2015) — полный кавалер ордена Трудовой Славы.